# NGC 3606
NGC 3606 est une vaste (?) galaxie elliptique située dans la constellation de l'Hydre. NGC 3606 a été découverte par l'astronome britannique John Herschel en 1835.

## Caractéristiques
Sa vitesse par rapport au fond diffus cosmologique est de 3 343 ± 31 km/s, ce qui correspond à une distance de Hubble de 49,3 ± 3,5 Mpc (∼161 millions d'al).
À ce jour, cinq mesures non basées sur le décalage vers le rouge (redshift) donnent une distance de 69,700 ± 16,523 Mpc (∼227 millions d'al), ce qui est à l'extérieur des valeurs de la distance de Hubble. Notons cependant que c'est avec la valeur moyenne des mesures indépendantes, lorsqu'elles existent, que la base de données NASA/IPAC calcule le diamètre d'une galaxie et qu'en conséquence le diamètre de NGC 3606 pourrait être d'environ 34,6 kpc (∼113 000 al) si on utilisait la distance de Hubble pour le calculer.